# Acanthoplistus nigritibia
Acanthoplistus nigritibia är en insektsart som beskrevs av Zheng, Yanfen och Patrick C.Y. Woo 1992. Acanthoplistus nigritibia ingår i släktet Acanthoplistus och familjen syrsor. Inga underarter finns listade i Catalogue of Life.